# Chiesa di Santa Maria delle Grazie (Piloni)
La chiesa di Santa Maria delle Grazie è un edificio di culto cattolico situato a Piloni, nel comune di Roccastrada, nella provincia di Grosseto.

## Storia
Fu eretta nel 1819 da Domenico Bartalucci e dai suoi fratelli, esponenti di una famiglia di agiati possidenti del luogo, come recita l'iscrizione sull'architrave della porta di ingresso: «MATER GRATIAE / DOMENICO BARTALUCCI E FRATELLI / EDIFICAR(o)NO LA PRESENTE CAPPELLA / E LA CORREDAR(o)NO DEI SACRI ARRE / DI A PROPRIE SPESE L'ANNO 1819».

## Architettura
L'edificio, di modeste dimensioni, realizzato in pietre locali e laterizi, ha la facciata a doppio spiovente con un oculo centrale e due finestrelle ai lati del portale. L'interno, con tetto a capanna, ha subito una sostanziale spoliazione delle sue strutture ottocentesche, con la demolizione dell'altare addossato alla parete, sostituito da una anonima mensa versus populum.
Sulla parete di fondo si trova un dipinto novecentesco con la Madonna col Bambino ed angeli musici, ripreso da un modello rinascimentale.